# Paolo Marinelli
Paolo Marinelli (Rijeka, 10. travnja 1995.) hrvatski je profesionalni košarkaš. S hrvatskom kadetskom košarkaškom reprezentacijom (do 16) osvojio je zlatnu medalju na Europskom prvenstvu 2011. u Češkoj.